# Caleb Ewan
Caleb Ewan (Sídney, 11 de julio de 1994) es un ciclista australiano que compitió en la modalidad de ruta de manera profesional desde octubre de 2014 hasta mayo de 2025.

## Palmarés
| 2012 (como amateur) - 2 etapas de la Jayco Bay Classic 2013 (como amateur) - Jayco Bay Classic, más 1 etapa - Gran Premio Palio del Recioto - Côte Picarde - 2 etapas del Tour de Thuringe - 1 etapa del Tour de Alsacia - 2 etapas del Tour del Porvenir 2014 - 1 etapa del Tour del Porvenir - 2.º en el Campeonato Mundial en Ruta sub-23 2015 - 2.º en el Campeonato de Australia en Ruta - 2 etapas del Herald Sun Tour - 2 etapas del Tour de Langkawi - Vuelta a La Rioja - Tour de Corea, más 4 etapas - 1 etapa de la Vuelta a España 2016 - 2 etapas del Tour Down Under - 1 etapa del Herald Sun Tour - EuroEyes Cyclassics - 1 etapa de la Vuelta a Gran Bretaña 2017 - 4 etapas del Tour Down Under - 1 etapa del Tour de Abu Dhabi - 1 etapa del Giro de Italia - 1 etapa del Tour de Polonia - 3 etapas de la Vuelta a Gran Bretaña 2018 - 1 etapa del Tour Down Under - Clásica de Almería - 1 etapa de la Vuelta a Gran Bretaña 2019 - 1 etapa del UAE Tour - 2 etapas del Tour de Turquía - 2 etapas del Giro de Italia - 1 etapa del ZLM Tour - 3 etapas del Tour de Francia - Brussels Cycling Classic - UCI Oceania Tour | 2020 - 2 etapas del Tour Down Under - 1 etapa del UAE Tour - 1 etapa del Tour de Valonia - 2 etapas del Tour de Francia - Scheldeprijs 2021 - 1 etapa del UAE Tour - 2 etapas del Giro de Italia - 2 etapas de la Vuelta a Bélgica - 1 etapa del Tour del Benelux 2022 - 1 etapa del Tour de Arabia Saudita - 1 etapa del Tour de los Alpes Marítimos y de Var - 1 etapa de la Tirreno-Adriático - 2 etapas del Tour de Turquía - 1 etapa de la Vuelta a Alemania - Gran Premio de Fourmies 2023 - Clásica Van Merksteijn Fences 2024 - 1 etapa del Tour de Omán - Clásica a Castilla y León - 1 etapa de la Vuelta a Burgos 2025 - 1 etapa de la Settimana Coppi e Bartali - 1 etapa de la Vuelta al País Vasco |

## Resultados

### Grandes Vueltas
| Carrera | Carrera         | 2014 | 2015 | 2016 | 2017 | 2018 | 2019  | 2020  | 2021 | 2022  | 2023 | 2024  |
| ------- | --------------- | ---- | ---- | ---- | ---- | ---- | ----- | ----- | ---- | ----- | ---- | ----- |
|         | Giro de Italia  | —    | —    | Ab.  | Ab.  | —    | Ab.   | —     | Ab.  | Ab.   | —    | 120.º |
|         | Tour de Francia | —    | —    | —    | —    | —    | 132.º | 144.º | Ab.  | 134.º | Ab.  | —     |
|         | Vuelta a España | —    | Ab.  | —    | —    | —    | —     | —     | —    | —     | —    | —     |

—: no participa

Ab.: abandono

### Clásicas y Campeonatos
| Carrera                | Carrera                | 2014 | 2015 | 2016  | 2017  | 2018 | 2019 | 2020  | 2021 | 2022 | 2023 | 2024 |
| ---------------------- | ---------------------- | ---- | ---- | ----- | ----- | ---- | ---- | ----- | ---- | ---- | ---- | ---- |
| Kuurne-Bruselas-Kuurne | Kuurne-Bruselas-Kuurne | —    | —    | 15.º  | —     | —    | —    | —     | —    | 2.º  | —    | —    |
|                        | Milán-San Remo         | —    | —    | —     | —     | 2.º  | 29.º | 113.º | 2.º  | —    | 16.º | —    |
| A Través de Flandes    | A Través de Flandes    | —    | —    | —     | Ab.   | —    | —    | X     | —    | —    | 83.º | —    |
| Gante-Wevelgem         | Gante-Wevelgem         | —    | —    | —     | 101.º | —    | —    | Ab.   | —    | —    | 66.º | —    |
|                        | Tour de Flandes        | —    | —    | —     | —     | —    | —    | —     | —    | —    | Ab.  | —    |
| Scheldeprijs           | Scheldeprijs           | —    | —    | —     | —     | —    | —    | 1.º   | —    | —    | 7.º  | —    |
| Cyclassics Hamburg     | Cyclassics Hamburg     | —    | —    | 1.º   | 34.º  | —    | 2.º  | X     | X    | Ab.  | —    | —    |
| Bretagne Classic       | Bretagne Classic       | —    | —    | —     | Ab.   | —    | —    | —     | —    | —    | —    | —    |
| París-Tours            | París-Tours            | —    | —    | 178.º | —     | —    | —    | —     | —    | —    | —    | —    |
| Mundial en Ruta        | Mundial en Ruta        | —    | —    | Ab.   | —     | —    | —    | —     | Ab.  | —    | —    | —    |
| Australia en Ruta      | Australia en Ruta      | —    | 2.º  | Ab.   | 43.º  | 4.º  | Ab.  | —     | —    | —    | 18.º | Ab.  |

—: no participa

Ab.: abandono

## Equipos
- Orica/Mitchelton (2014-2018)[8]
  - Orica-GreenEdge (2014-2016)[9]
  - Orica-BikeExchange (2016)[10]
  - Orica-Scott (2017)
  - Mitchelton-Scott (2018)
- Lotto (2019-2023)
  - Lotto Soudal (2019-2022)
  - Lotto Dstny (2023)
- Team Jayco AlUla (2024)
- INEOS Grenadiers (2025)[11]